# Otus everetti
El autillo orejudo de Mindanao (Otus everetti) es una especie de ave strigiforme de la familia Strigidae endémica de las Filipinas. Anteriormente era tratada como una subespecie del autillo orejudo de Luzón (O. megalotis). El nombre científico de la especie conmemora al naturalista inglés Alfred Hart Everett.

## Distribución
Se distribuye en las islas filipinas de Bohol, Samar, Bilirán, Leyte, Mindanao y Basilan.